# Bečko Novo Mjesto
Bečko Novo Mjesto ili Bečki Novigrad (njem. Wiener Neustadt, mađ. Bécsújhely) austrijski je grad smješten oko 50 kilometara južno od Beča, u saveznoj zemlji Donja Austrija. Prema popisu iz 2005. grad ima 39 652 stanovnika. 
Grad je 1194. utemeljio babenberški vojvoda Leopold V. koji je prepoznao stratešku važnost mjesta i odlučio ovdje sagraditi grad koji je dobio ime Nova Civitas ili Neustadt. U hrvatskoj povijesti grad je poznat kao mjesto pogubljenja hrvatskih urotnika Petra Zrinskog i Frana Krste Frankopana. Njihovi su posmrtni ostaci bili, dok ih Družba »Braća Hrvatskoga Zmaja« nije prenijela u Zagreb, pokopani na groblju pored crkve na kojoj se još uvijek nalazi spomen-ploča.

## Poznate osobe
- Maksimilijan I., car Svetog Rimskog Carstva
- Lothar Rendulić, njemački general hrvatskog podrijetla
- Amando Ivančić (Amandus Ivanschitz, Ivanschiz), skladatelj, Hrvat, mladost proveo boraveći u pavlinskom samostanu Bečkom Novom Mjestu
- Dominic Thiem austrijski tenisač

## Vanjske poveznice
|  | Zajednički poslužitelj ima još gradiva o temi Bečko Novo Mjesto |